# JSM Challenger 2005
Il JSM Challenger 2005 è stato un torneo di tennis facente parte della categoria ATP Challenger Series nell'ambito dell'ATP Challenger Series 2005. Il torneo si è giocato a Champaign negli Stati Uniti dal 14 al 20 novembre 2005 su campi in cemento indoor.

## Vincitori

### Singolare
Danai Udomchoke ha battuto in finale  Justin Gimelstob con il punteggio di 7–5, 6–2.

### Doppio
Ashley Fisher /  Tripp Phillips hanno battuto in finale  Justin Gimelstob /  Rajeev Ram con il punteggio di 6–3, 5–7, 6–0.